# Interdiskurs
Interdiskurs ist ein Begriff in der Diskursanalyse und dient im Gegensatz zum Spezialdiskurs als Bezeichnung für alle nicht-wissenschaftlichen Diskurse, die methodisch analysiert werden sollen. Teile des wissenschaftlichen Diskurses fließen jedoch in den Interdiskurs mit ein und werden als Elemente in der Analyse berücksichtigt. Das Konzept wurde in Frankreich maßgeblich von Michel Pêcheux (1938–1983) ausgearbeitet und in Deutschland von dem Literaturwissenschafter und Diskurstheoretiker Jürgen Link weiterentwickelt.
Wie auch die Diskursanalyse selbst ist der Begriff in der Sprachwissenschaft entstanden, wird darüber hinaus aber in vielen weiteren Sozial- und Geisteswissenschaften angewandt.

## Allgemeines
Als ein Beispiel für einen Interdiskurs führt Jürgen Link, der den Begriff Interdiskurs entwickelte, die Aussage Jugendlicher an: „Wenn heutige Jugendliche sich metaphorisch derart äußern, dass sie irgendetwas auf ihrer Festplatte schon gelöscht haben, dann erwähnen sie dabei auf extrem komplexitätsreduzierte Weise ein gewisses Wissen aus der Computerpraxis, hinter dem wiederum ein Wissen aus der Informatik steckt.“ Auf Grund der hohen Arbeitsteilung in den modernen Gesellschaften sind die verschiedenen Diskurse auf vereinfachende Interdiskurse in der Vermittlung angewiesen: „Ein Interdiskurs muss sich also an mehrere Spezialdiskurse ankoppeln können. Um dies zu leisten, bringt er sich zu den Spezialdiskursen in ein Verhältnis von Bild und Abgebildetem: Der Interdiskurs stellt einen Bildraum bereit, auf den der Spezialdiskurs per Analogie bezogen werden kann, und er bezieht sich dabei nicht nur auf einen Spezialdiskurs, sondern sogleich auf mehrere.“ Der Interdiskurs vermittelt somit symbolisch Diskurse. Kollektivsymbole sind ihre wichtigsten Bestandteile. Die Spezialdiskurse sind dabei nicht nur auf den Interdiskurs angewiesen, um in andere Diskurse integriert zu werden. Der Interdiskurs dient auch der „Durchsetzung eines Sinnschemas, das bestimmte Logiken in die Spezialdiskurse hineinprojiziert.“ So kann zum Beispiel im Interdiskurs zwischen Sportdiskurs und Diskursen aus der Politik das Sinnschema sportliche Fairness hinsichtlich einer Partei vermittelt werden, wenn etwa ausgedrückt wird – die Partei xy habe in der Umfrage „die Nase vorn“ – was demnach (auch) bedeuten soll, sie halte sich dabei an gewisse Regeln, welche eben denen entsprechen, die Kontrahenten im fairen, sportlichen Wettkampf befolgen.

## Interdiskurs in den Medien
Besondere Wirkung besitzt der Interdiskurs in den Medien, die nach dem Prinzip „Zuschauer da abholen, wo sie stehen“ verfahren. Interdiskurse sind hier sehr vereinfacht „und zur subjektiven Identifikation aufbereitet“.

## Differenzierung
Jürgen Link differenziert zwischen den Diskurstypen Interdiskurs und Spezialdiskurs, da sich beide Diskurse (Foucault) in ihren Sagbarkeitsfeldern und Wissensräumen – bzw. Bildräume im Interdiskurs – auf ein unterschiedliches Publikum beziehen. Link hält eine solche prinzipielle Unterscheidung im Gegensatz zu den Systemtheorien Luhmanns für notwendig, um „irrige Homogenisierungen“ zu vermeiden.